# Efecte Marangoni
L'Efecte Marangoni (també anomenat efecte Gibbs–Marangoni) és la transferència de massa en una interfície entre dos fluids degut a un gradient de tensió superficial. En el cas de dependència amb la temperatura, aquest fenomen es pot anomenar «convecció termo-capilar» (o «convecció de Bénard–Marangoni»).

## Història
El fenomen es va identificar per primera vegada en les «llàgrimes del vi» (en anglès tears of wine) pel físic James Thomson (el germà de Lord Kelvin) el 1855. El nom més general d'Efecte Marangoni és degut al físic italià Carlo Marangoni, que el va estudiar per la seva dissertació doctoral a la Universitat de Pavia, i va publicar els resultats el 1865. Un tractament complet sobre el tema el va donar J. Willard Gibbs en el seu treball On the Equilibrium of Heterogeneous Substances (1875-8).

## Mecanisme

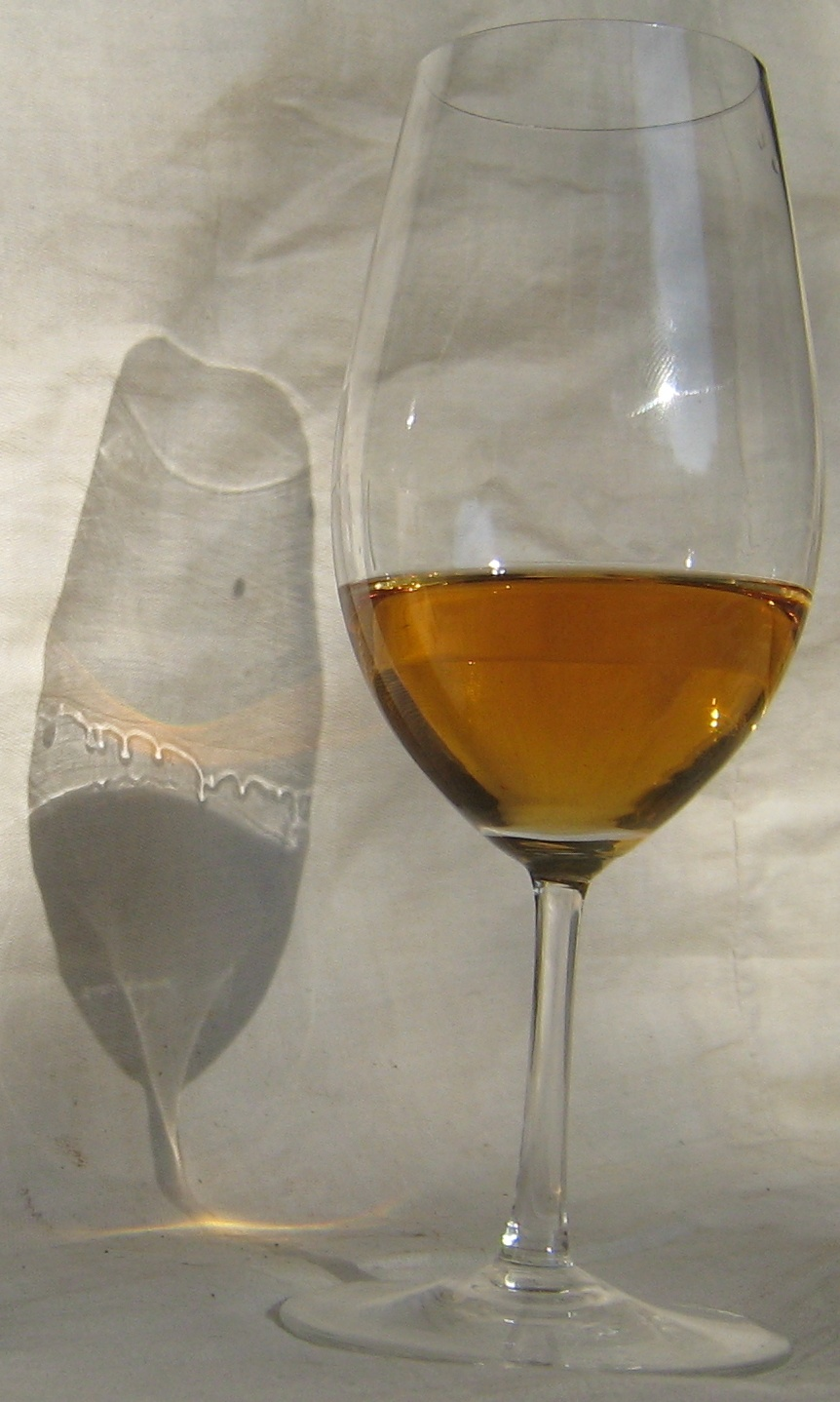
Les llàgrimes de vi es mostren de forma clara en l'ombra d'aquest vas de vi amb un contingut del 13.5% d'alcohol

Com que un líquid amb una més alta tensió superficial succiona el líquid que el rodeja amb més força que no pas un líquid amb una més baixa tensió superficial, la presència d'un gradient de tensió superficial provocarà de manera natural que el líquid s'allunyi de les regions amb més baixa tensió superficial. El gradient de tensió superficial pot ser causat tant per un gradient de concentració o per un gradient de temperatura (la tensió superficial és una funció de la temperatura).
Per exemple, el vi dins una copa de vidre pot presentar l'efecte visible de les «llàgrimes», com es veu a la imatge. L'efecte és conseqüència que l'alcohol té una tensió superficial més baixa i una més alta volatilitat que l'aigua. La solució aigua/alcohol puja cap amunt de la superfície de la copa degut a l'efecte de la capil·laritat. L'alcohol s'evapora de les parets deixant enrere líquid amb una tensió superficial més alta (més aigua i menys alcohol). Aquesta regió amb una menor concentració d'alcohol (i més tensió superficial) arrossega el fluid del voltant amb més força que les regions amb una més alta concentració d'alcohol (més avall en la copa). El resultat és que el líquid és succionat fins que el seu propi pes excedeix la força d'aquest efecte, i aleshores el fluid retorna cap avall per les parets de la copa.
Això també es pot demostrar de forma senzilla escampant una capa prima d'aigua en una superfície ben llisa i deixant caure una gota d'alcohol en el centre de la capa. La conseqüència és que el líquid s'allunyarà ràpidament d'on ha caigut la gota d'alcohol. Podem substituir l'alcohol per sabó, i posar pebre sobre l'aigua per fer l'efecte més visible, tal com es veu al vídeo.